# Mordewind (zespół muzyczny)
Mordewind – zespół folk rockowy z Warszawy, założony w 1999 roku. Nazwa zespołu to żartobliwe określenie wiatru wiejącego od strony dziobu jednostki pływającej (mordewind-wiatr).
Mordewind wykonuje muzykę folkową, głównie o tematyce morskiej, z pewnymi elementami muzyki rockowej. Zespół gra zarówno utwory autorskie, jak i melodie tradycyjne. Muzyka charakteryzuje się bogactwem brzmienia, wykorzystaniem wielu instrumentów, doskonale jest odbierana na dużych, plenerowych koncertach. Założycielami zespołu są Mariusz Kuczewski (ur. 1979 r.) oraz Krzysztof Kłos (ur. 1981 r.).
Zespół oficjalnie zakończył działalność koncertem w Warszawie 31 stycznia 2014 r.

## Skład
- Paweł Szymiczek - śpiew, gitara, banjo, mandolina, flety
- Mariusz Kuczewski - śpiew, gitara, koncertyna
- Dariusz Goc - śpiew, gitara basowa
- Krzysztof Kłos - śpiew, instrumenty perkusyjne
- Juraj Gergely - perkusja
- Krzysztof Szmytke - skrzypce

## Nagrody
- II miejsce, Szanty w Giżycku 2000
- I miejsce, Radom, Rafa 2000
- Nagroda za najlepszy debiut, Kraków, Shanties 2001
- II miejsce, Szanty we Wrocławiu, 2001
- II miejsce, Białystok, Kopyść 2001
- Grand Prix, Węgorzewo, Szuwary i Ukleja 2001
- Grand Prix, Mikołajki 2001
- Nagroda publiczności, Gdańsk, Szanty pod Żurawiem 2001
- III miejsce, Świnoujście, Wiatrak 2001
- Grand Prix, Warszawa, Festiwal zespołów amatorskich 2001
- III miejsce, Długie, Keja 2002
- I miejsce, Białystok, Wachta 2003
- III miejsce, Tychy, Port Pieśni Pracy 2003
- Grand Prix, Gdynia, Festiwal Bałtycki 2003
- Nagroda publiczności, Shanties 2004

## Dyskografia
Zespół ma w dorobku trzy płyty.
- „Mordewind” (2003)
- „Defaac'To” (2008)
- „X lat - live” (2010)

Utwory zespołu są obecne również na wielu składankach szantowych.
- - „Zanim wypłyniesz w rejs...” (2002)

Płyta dołączona do Olsztyńskiego wydania Gazety Wyborczej. Nakład 15.000 egzemplarzy.
Utwory na płycie:
- Chłopcy do rej.
- Ave Virgo Maria.

- - „Festiwal Szanty Gniazdo Piratów” (2004)

Materiał nagrany podczas Festiwalu.
Utwory na płycie:
- Hej słońce.
- Ave Virgo Maria.

- - „Zobaczyć morze. Szantymeni Szantymenom.” (2006)

Największy charytatywny projekt muzyczny Polskiej Sceny Szantowej. Trójpłytowy album.
Utwory na płycie:
- Ave Virgo Maria.